# Gouvernement Klaus Tschütscher
Hasler II Hasler I
Le gouvernement Tschütscher est le gouvernement du Liechtenstein du 25 mars 2009 au 27 mars 2013.

## Historique du mandat
Dirigé par le Chef du gouvernement Klaus Tschütscher, ce gouvernement est constitué par l'Union patriotique (VU) et le Parti progressiste des citoyens (FBP). Ils disposent de 24 députés, soit 96 % des sièges du Landtag.
Ce gouvernement succède au gouvernement Otmar Hasler II.
Il est formé à la suite des élections législatives du 8 février 2009. Lors de ces élections l'Union patriotique (VU) de centre droit arrive en tête avec 47,6 % des voix. Il obtient 13 sièges soit la majorité absolue. Le Parti progressiste des citoyens (FBP), de droite, obtient 43,5 % des suffrages et 11 sièges. Ce dernier est en recul avec un siège de moins que lors des élections de 2005. Le 3e parti représenté au Landtag, la Liste libre (FL) de centre gauche, a obtenu 1 siège avec 8,9 % des voix. Bien que majoritaire la VU forme un gouvernement de coalition avec le FBP. Le premier ministre sortant Otmar Hasler cède sa place à son vice-premier ministre, Klaus Tschütscher, également Ministre de la Justice, de l'Économie et du Sport qui nomme 5 conseillers, 3 issus de la VU et 2 issus du FBP dont Martin Meyer qui est nommé vice-premier ministre. Ce gouvernement est composé de 3 hommes et de 2 femmes.
Lors des élections législatives des 1er et 3 février 2013, le FBP retrouve sa première place malgré un recul d'un siège. La droite a recueilli 40 % des suffrages et totalise 10 sièges. La VU dont fait partie Klaus Tschütscher est battu, elle obtient 33,5 % des voix et 8 sièges soit une lourde chute de 14 points de pourcentage et 5 sièges. Cette lourde défaite s'expliquer par l'apparition d'une nouvelle force politique à droite, Les Indépendants (DU) qui a obtenu 4 sièges avec 15,3 % des voix. De plus, la Liste libre progresse et obtient 2 sièges supplémentaires. 
La coalition est reconduite mais le premier ministre change. Ainsi, Adrian Hasler du FBP succède à Klaus Tschütscher et il forme un gouvernement composé de 3 conseillers issus du FBP et 2 issus de la VU. Ensemble, ils disposent de 18 députés sur 25, soit 72 % des sièges du Landtag. 
Selon l'article 79 de la Constitution du Liechtenstein, les conseillers sont au nombre de 4 dont 1 vice-chef du gouvernement. Il doit y avoir au moins deux conseillers issus d'une des deux régions.

## Composition

### Ministres
| Portefeuille                                                                                           | Titulaire | Titulaire | Titulaire         | Parti |
| --- | --------- | --------- | ----------------- | ----- |
| Premier Ministre Ministre de la Présidence, des Finances, de la Famille et de l'égalité des chances    |           |           | Klaus Tschütscher | VU    |
| Vice-Premier Ministre Ministre de l'Économie, du Trafic et de la Construction                          |           |           | Martin Meyer      | FBP   |
| Ministre des Affaires étrangères, de la Justice et de la Culture                                       |           |           | Aurelia Frick     | FBP   |
| Ministre de la Santé, du Social, de l'Environnement, de l’Espace, de l'Agriculture et de la Foresterie |           |           | Renate Müssner    | VU    |
| Ministre de l'Intérieur, de l'Éducation et du Sport                                                    |           |           | Hugo Quaderer     | VU    |

## Conseillers par région
| Nom               | Région | Région    |
| ----------------- | ------ | --------- |
| Klaus Tschütscher |        | Unterland |
| Martin Meyer      |        | Unterland |
| Aurelia Frick     |        | Oberland  |
| Renate Müssner    |        | Unterland |
| Hugo Quaderer     |        | Oberland  |